# Judy in disguise (with glasses)
Judy in disguise (with glasses) is een single van John Fred & his Playboy Band, afkomstig van hun album Agnes English dan wel Judy in disguise (afhankelijk van het land van uitgifte). De titel is een variatie op het Beatleslied Lucy in the Sky with Diamonds: toen John Fred dat voor het eerst hoorde, dacht hij dat er "Lucy in disguise" werd gezongen. Het lied werd geschreven door John Fred (zanger) en Andrew Bernard (saxofoon). Niet alle Playboybandmuzikanten waren tevreden over de manier waarop John Fred het lied uiteindelijk liet eindigen.
Van het nummer is een aantal covers bekend:
- Los Quando’s speelde het als Judy con difraz;
- Gary Lewis and the Playboys speelde het in 1968;
- Sillicon Teens in eindjaren zeventig
- Michaël De Reuse en Noël Clerckx in 1991, Nederlandstalige versie als Judy jij alleen.

## Hitnotering
Judy in disguise haalde de eerste plaats in de Billboard Hot 100 van de Verenigde Staten. Een nummer 1-positie werd ook gehaald in Duitsland en Zwitserland. In Engeland haalde het de derde plaats in twaalf weken tijd. Het bleef daarmee de enige single van John Fred die die hitparade haalde.

### Nederlandse Top 40
Judy in disguise zou Alarmschijf zijn geweest, maar dat begrip voor de nummer 1 in de tipparade kwam er pas in 1969. Het werd van de eerste plaats gehouden door Toon Hermans’ carnavalshit Mien waar is m'n feestneus.
| Positie: | 30 | 15 | 7 | 3 | 2 | 4 | 7 | 11 | 18 | 29 | 40 | uit |

### NederlandseHet Parool top 20
Struikelblokken voor een eerste plaats hier waren Nights in White Satin van The Moody Blues en Mien van Toon Hermans.
| Positie: | 13 | 4 | 3 | 3 | 3 | 7 | 11 | 15 | uit |

### BelgischeBRT Top 30/VlaamseUltratop 30
Deze hitlijsten waren er nog niet.

### NPO Radio 2 Top 2000
| Nummer met noteringen in de NPO Radio 2 Top 2000 | '99  | '00 | '01  |
| ------------------------------------------------ | ---- | --- | ---- |
| Judy in disguise (with glasses)                  | 1840 | -   | 1976 |

1. ↑  Een '-' betekent dat het nummer niet was genoteerd en een vetgedrukt getal geeft de hoogste notering aan.
2. ↑  Deze tabel is bijgewerkt tot en met de meest recente editie (2024).